# The Microbe
The Microbe er en amerikansk stumfilm fra 1919 af Henry Otto.

## Medvirkende
- Viola Dana som Happy O'Brien
- Kenneth Harlan som DeWitt Spense
- Arthur Maude som Robert Breton
- Bonnie Hill som Judith Winthrope
- Ned Norworth som Norman Slade